# サンタマリア空港 (セルジペ州)
サンタマリア空港（サンタマリアくうこう、ポルトガル語: Aeroporto Santa Maria, 空港コード: IATA: AJU, ICAO: SBAR）は、ブラジルセルジペ州の州都、アラカジュにある空港である。

## 沿革
1950年代初頭から非公式に開港し、1958年1月19日に公式に供用が始まった。1961年に、滑走路の延長や旅客ターミナルの拡張といった拡張工事が行われた。1975年にブラジル空港インフラ公社に空港の管理が移譲され、その後、公社は更なる滑走路の延長（1993年着工）やターミナルの大規模拡張（1998年着工）に投資している。2012年から、新たな旅客ターミナル建設が始まっており、キャパシティは2倍になる見込みである。

## 就航路線
| 航空会社               | 就航地 |
| ---------------------- | --- |
| アビアンカブラジル航空 | ブラジリア、サンパウロ (グアルーリョス国際空港)、サルヴァドール                                                  |
| アズールブラジル航空   | カンピーナス、レシフェ                                                                                           |
| ゴル航空               | エセイサ、リオデジャネイロ、サンパウロ (コンゴーニャス空港)、サルヴァドール、サンパウロ (グアルーリョス国際空港) |
| LATAM ブラジル         | ブラジリア、サンパウロ (コンゴーニャス空港)、サンパウロ (グアルーリョス国際空港)                                 |

## 事故
- 1951年7月12日: ロイジ・エアロ・ナショナル（英語版）が運行する、マセイオ（ズンビ・ドス・パウマレス国際空港（英語版））発・アラカジュ行きのダグラス DC-3（機体記号: PP-LPG）は、悪天候のために着陸できなかった。同機が滑走路上空を滑空し、低高度で右に旋回したところ、高地に激突し、乗員乗客33人全員が死亡した。死者の中には、リオグランデ・ド・ノルテ州知事の Jerônimo Dix-sept Rosado Maia も含まれていた[5][6]。

## 立地
アラカジュ中心部から12キロメートル、アタライア海岸から3.5キロメートルの距離に位置する。